# زیمون گشکه
زیمون گشکه (آلمانی: Simon Geschke؛ زادهٔ ۱۳ مارس ۱۹۸۶) دوچرخه‌سوار اهل آلمان است.
از باشگاه‌هایی که در آن بازی کرده‌است می‌توان به تیم سانوب و تیم میلرام اشاره کرد.